# Fromezey
Fromezey är en kommun i departementet Meuse i regionen Grand Est (tidigare regionen Lorraine) i nordöstra Frankrike. Kommunen ligger i kantonen Étain som tillhör arrondissementet Verdun. År 2022 hade Fromezey 65 invånare.

## Befolkningsutveckling
Antalet invånare i kommunen Fromezey
| Referens: INSEE |